# 11-es metróvonal (Barcelona)
A 11-es metróvonal (ismert még mint Trinitat Nova – Can Cuiàs) egy 2,1 km hosszúságú, könnyűvasúti metróvonal Spanyolországban, Barcelonában. A vonal 1500 V egyenárammal villamosított.
A TMB üzemelteti. Színe a világoszöld, mely a 4-es és a 3-as metróvonal színeinek a keveréke. Ezek a vonalak csatlakoznak a 11-eshez. A várhatóan építendő további metróvonalak valószínűleg hasonlóak lesznek az L11-hez, és a vonalszíneiket ugyanezen az elv alapján fogják kiválasztani.

## Járművek
A 11-es metróvonal az 500-as sorozatba tartozó metrókocsikat használja. Összeállítása egyedülálló a hálózaton, mivel mindössze három kétkocsis szerelvény közlekedik ezen a vonalon.